# Live in Denmark 1972
Live in Denmark 1972 — живий альбом англійської групи Deep Purple, який вийшов 1 березня 2007 року.

## Композиції
1. Highway Star — 8:30
2. Strange Kind of Woman — 10:10
3. Child in Time — 17:29
4. The Mule — 9:15
5. Lazy — 11:56
6. Space Truckin' — 23:48
7. Fireball — 4:07
8. Lucille — 5:54
9. Black Night — 6:19

## Склад
- Ієн Гіллан — вокал
- Рітчі Блекмор — гітара
- Джон Лорд — клавішні
- Роджер Гловер — бас-гітара
- Іан Пейс — ударні